# Laurent Chatrefoux
Laurent Chatrefoux, né le 28 mars 1965 à Châtellerault, est un joueur et entraîneur français de football.

## Biographie

### Carrière de joueur
Gardien de but, Laurent Chatrefoux commence sa carrière au SO Châtellerault. Après avoir été détecté lors de la Coupe nationale des minimes, qu'il dispute avec la Ligue du Centre-Ouest, il obtient sa première sélection avec l'équipe de France minimes le 1er mai 1979. En juillet 1979 il est appelé en équipe de France scolaires (assimilable aux actuels U16) pour un stage de détection à l'INSEP. Il arrive au Stade Lavallois de Michel Le Milinaire en 1980, avec son coéquipier châtelleraudais Philippe Guillemet. De 1981 à 1983 il est sous contrat aspirant. En 1983 il participe à la qualification de l'équipe de France juniors pour le championnat d'Europe des moins de 18 ans, sans toutefois être retenu pour la phase finale. Sous contrat stagiaire à partir de 1983, il remporte la Coupe Gambardella 1984 face au Montpellier de Laurent Blanc. Il poursuit en troisième et deuxième divisions au Puy, à Bourges puis à Tours.

### Reconversion
En 1994 il est admis au BEES 2e degré spécifique football, nécessaire pour obtenir le diplôme d'entraîneur de football (DEF). Après sa carrière de joueur, il conseiller technique départemental d'Indre-et-Loire, responsable de l'équipe des 14 ans de la Ligue du Centre, puis responsable du centre de formation de l'AS Cannes en 2007. Il est en 2013, conseiller technique régional et responsable de la sélection de la Ligue Méditerranée.
En 2007 il est entraîneur des gardiens de l'équipe de France des moins de 17 ans. Depuis 2014 il est entraîneur adjoint de l'équipe de France espoirs.
Il est titulaire du DEPF, plus haut diplôme d'entraîneur français. Il possède également le BEFF (brevet d'entraîneur formateur de football), qui permet d'encadrer un centre de formation professionnel. 